# Classe Satsuma
La Classe Satsuma fut la quatrième classe de cuirassés de type Pré-Dreadnought de la Marine impériale japonaise.
Ces deux cuirassés de 1re classe ont été les premiers à être construits au Japon.
Elle marquait une étape de transition entre le type pré-dreadnought actuel et le futur Dreadnought.

## Histoire
Cette classe fut ordonnée dans un programme d'expansion d'urgence de la flotte en 1905, au plus fort de la guerre russo-japonaise (1904-1905).
Elle fut commandée aux chantiers navals japonais de Yokosuka et Kure. Leur réalisation prit du temps en rapport avec la courbe d'apprentissage des ingénieurs navals.
Les navires, achevés trop tard, ne purent être livrés avant la fin de la guerre russo-japonaise.

## Conception
La conception de cette classe est une version modifiée de la Classe Lord Nelson de la Royal Navy et l'accent a été mis sur la portée de son armement principal.
Le profil du Satsuma est différent de celui du Aki par le positionnement de la 3e cheminée. Le Aki a aussi bénéficié de moteurs à turbines.
Pour son armement principal elle fut dotée canons Armstrong Whitworth de 305 mm de calibre 45 naval. Son armement secondaire fut renforcé par 12 canons Vickers de 254 mm en six tourelles doubles aux 12 canons de 120 mm de lutte contre les torpilleurs. Il était complété par des canons de 76 mm en casemates sur le pont supérieur. Il reçut aussi la dernière version de torpilles autopropulsée de l'ingénieur Robert Whitehead en quatre tubes sous la ligne de flottaison et un sur le pont.

## Service
Satsuma :
Mis en service le 15 mars 1910, le Satsuma joua un rôle mineur durant la Première Guerre mondiale de par l'évolution rapide de la technologie navale. Il servit de patrouilleur sur les voies maritimes de la mer de Chine orientale et de la mer Jaune et participa au siège de Tsingtao.
Il a été retiré du service le 20 septembre 1923 en conformité du Traité naval de Washington de 1922. Il fut détruit en tant que cible en 1924.
Aki :
Lancé le 1er septembre 1912 l' Aki joua un rôle secondaire durant la première guerre mondiale.
Il a été mis hors service le 23 septembre 1923 en conformité du Traité naval de Washington de 1922 et démantelé en 1924.

## Les unités de la classe
| Nom     | Quille       | Lancement        | Armement     | Chantier naval               | Fin de carrière                                                    | Photo |
| ------- | ------------ | ---------------- | ------------ | ---------------------------- | ------------------------------------------------------------------ | ----- |
| Satsuma | 15 mai 1905  | 15 novembre 1906 | 25 mars 1910 | Arsenal naval Yokosuka Japon | retiré du service le 20 septembre 1923 détruit le 7 septembre 1924 |       |
| Aki     | 15 mars 1906 | 14 avril 1907    | 11 mars 1911 | Arsenal naval Kure Japon     | retiré du service le 23 septembre 1923 détruit le 7 septembre 1924 |       |

## Sources
- (en) Cet article est partiellement ou en totalité issu de l’article de Wikipédia en anglais intitulé « Satsuma class battleship » (voir la liste des auteurs).